# Loreen
Lorine Zineb Nora Talhaoui (sinh ngày 16 tháng 10 năm 1983), được biết đến nhiều hơn với nghệ danh Loreen, là một ca sĩ nhạc pop và nhà sản xuất âm nhạc người Thụy Điển gốc Maroc. Loreen đã giành chiến thắng cuộc thi Eurovision Song Contest hai lần, vào năm 2012 với ca khúc "Euphoria" và vào năm 2023 với ca khúc "Tattoo".
Quan tâm đến trở thành một nhạc sĩ, cô đã tham gia trong cuộc thi thần tượng truyền hình Idol 2004, xếp thứ tư chung cuộc. Năm sau, cô phát hành đĩa đơn đầu tiên của cô, "The Snake", với ban nhạc Rob'n'Raz và trở thành một người dẫn chương trình truyền hình TV400. Làm việc như một nhà sản xuất phân đoạn và giám đốc cho một số chương trình truyền hình thực tế Thụy Điển, vào năm 2011, cô phát hành đĩa đơn "My Heart Is Refusing Me" thành công thương mại ở Thụy Điển.

## Tiểu sử
Loreen sinh ra tại Stockholm, Thụy Điển vào năm 1983 nhưng gia đình sau đó chuyển đến Västerås, nơi cô học phổ thông. Cô đã dành hầu hết tuổi thanh thiếu niên của cô trong Gryta, một khu vực dân cư tại Västerås. Cha mẹ cô là người Berber nhập cư từ Maroc. Đầu năm 2017, Loreen công khai là người song tính.